# László Szabó
 (décembre 2018).
Pour les articles homonymes, voir Szabo et László Szabó (homonymie).
László Szabó est un acteur et réalisateur hongrois, né le 24 mars 1936 à Budapest.

## Biographie
« Dans une petite ville en Hongrie, ma mère est morte au matin d'un lundi de Pâques. J'avais onze ans. L'après-midi, je suis allé au cinéma parce que je n'osais pas rentrer à la maison... ». Dès lors, ainsi qu'il le confiera à Libération, le jeune László Szabó ne cesse de fréquenter les salles obscures. Arrivé en France en 1956, il se lie d'amitié avec les « jeunes Turcs » des Cahiers du cinéma et devient un assidu de la Cinémathèque de Langlois. 
Claude Chabrol lui offre ses premiers rôles, dans Les Cousins puis À double tour, tous deux sortis en 1959. Compagnon de route de la Nouvelle Vague, il apparaît aussi chez Rohmer (Les Nuits de la pleine lune), Rivette (L'Amour par terre) et François Truffaut (Le Dernier Métro), mais c'est avec Jean-Luc Godard que se noue une collaboration privilégiée. Flic douteux dans Made in USA, ingénieur dans Alphaville, il tient des seconds rôles décalés dans la plupart des films que le cinéaste tourne dans les années 1960 ; on le retrouve en 1982 dans le rôle du producteur dans Passion. 
Jean-Luc Godard inspire à László Szabó le goût de la mise en scène. L'acteur signe en 1973 un polar loufoque, Les Gants blancs du diable, puis, un an plus tard, Zig-Zig, une comédie avec Catherine Deneuve et Bernadette Lafont. Il va tourner en Hongrie ses deux longs-métrages suivants David, Thomas et les autres en 1985 et Az ember, aki nappal aludt (L'Homme qui dormait le jour) en 2003. Mais László Szabó reste acteur, en France comme en Hongrie. Habitué aux personnages louches, il incarne, à partir des années 1990, des figures paternelles dans les œuvres de ces jeunes héritiers de la Nouvelle Vague que sont Olivier Assayas (L'Eau froide), Arnaud Desplechin (Esther Kahn) ou Mathieu Amalric (Mange ta soupe).

## Filmographie partielle

### En tant qu'acteur
- 1959 : À double tour de Claude Chabrol
- 1962 : La Punition de Jean Rouch
- 1963 : Le Petit Soldat de Jean-Luc Godard
- 1964 : Les Plus Belles Escroqueries du monde, Le Grand Escroc de Jean-Luc Godard
- 1965 : Pierrot le Fou de Jean-Luc Godard
- 1967 : Made in USA de Jean-Luc Godard
- 1967 : Week-end de Jean-Luc Godard
- 1968 : Les Murs (Falak) d'András Kovács
- 1968 : Silence et Cri (Csend és kiáltás) de Miklós Jancsó
- 1970 : L'Aveu de Costa-Gavras
- 1973 : Salut, voleurs ! de Frank Cassenti
- 1975 : Le Mâle du siècle de Claude Berri
- 1975 : L'Affiche rouge de Frank Cassenti
- 1977 : Le Convoi de la peur (Sorcerer) de William Friedkin
- 1978 : Comme chez nous (Olyan mint otthon) de Márta Mészáros
- 1978 : Judith Therpauve de Patrice Chéreau
- 1980 : Girls de Just Jaeckin
- 1980 : Le Dernier Métro de François Truffaut
- 1981 : Paradis provisoire (Ideiglenes paradicsom) d'András Kovács
- 1982 : Le Vautour (Dögkeselyű) de Ferenc András
- 1982 : Passion de Jean-Luc Godard
- 1983 : Debout les crabes, la mer monte ! de Jean-Jacques Grand-Jouan
- 1983 : Liberté, la nuit de Philippe Garrel
- 1983 : Cinématon #282 de Gérard Courant
- 1984 : Les Nuits de la pleine lune d'Éric Rohmer
- 1984 : L'Amour par terre de Jacques Rivette
- 1984 : Série noire : J'ai bien l'honneur de Jacques Rouffio
- 1987 : Accroche-cœur de Chantal Picault : le metteur en scène
- 1988 : L'Insoutenable Légèreté de l'être (The Unbearable Lightness of Being) de Philip Kaufman
- 1989 : L'Orchestre rouge de Jacques Rouffio
- 1989 : Tolérance de Pierre-Henry Salfati
- 1989 : Coupe franche de Jean-Pierre Sauné
- 1989 : Pleure pas my love de Tony Gatlif
- 1992 : Rome Roméo d'Alain Fleischer : le producteur
- 1992 : La Sentinelle d'Arnaud Desplechin
- 1993 : Julie Lescaut (TV) épisode 3, saison 2 : Trafics de Josée Dayan : Petric
- 1993 : Les enfants jouent à la Russie de Jean-Luc Godard : Jack Valenti, le producteur
- 1994 : L'Eau froide d'Olivier Assayas
- 1996 : Le Fils de Gascogne de Pascal Aubier
- 1997 : Mange ta soupe de Mathieu Amalric
- 1998 : Place Vendôme de Nicole Garcia
- 2000 : Esther Kahn d'Arnaud Desplechin
- 2001 : On appelle ça... le printemps d'Hervé Le Roux
- 2002 : Comme un avion de Marie-France Pisier
- 2004 : Léo, en jouant « Dans la compagnie des hommes » d'Arnaud Desplechin
- 2004 : Ne quittez pas ! d'Arthur Joffé
- 2005 : Lucifer et moi de Jean-Jacques Grand-Jouan
- 2006 : Un an de Laurent Boulanger
- 2009 : Parc d'Arnaud des Pallières
- 2017 : Les Fantômes d'Ismaël d'Arnaud Desplechin

### En tant que réalisateur
- 1969 : Le Dernier Voyage du commandant Le Bihan (court-métrage)
- 1973 : Les Gants blancs du diable
- 1974 : Zig-Zig
- 1984 : David, Thomas et les autres
- 2003 : L'Homme qui dormait le jour (Az ember, aki nappal aludt)

## Théâtre
- 1967 : Le Désir attrapé par la queue de Pablo Picasso, mise en scène de Jean-Jacques Lebel, festival de la Libre expression de Saint-Tropez